# الكريفة (القبيطة)

تعديل مصدري - تعديل

الكريفة هي إحدى قرى عزلة اليوسفين بمديرية القبيطة التابعة لمحافظة لحج، بلغ تعداد سكانها 226 نسمة حسب تعداد اليمن لعام 2004.